# Massendefekt
Massendefekt est un groupe de punk rock allemand, originaire de Meerbusch, près de Düsseldorf. Les membres du groupe définissent leur style musical comme du « punk and roll ». Leurs paroles traitent de l'auto-critique et du socio-critique, du tragique, de l'émotionnel et de l'ironique.

## Biographie
Massendefekt est formé en mars 2001 par Christian « Ole » Olejnik, Claus Puetz, Mike Duda et Sascha « Utti » Utecht. À cette période, le groupe voulait seulement jouer un concert de charité à Meerbusch. Au concert, Wolfgang « Wölli » Rohde endosse la batterie, et le groupe continue à jouer avec lui les années suivantes. Positivement accueilli au concert, Massendefekt décide de continuer. Sebastian « Sebi » Beyer est recruté comme deuxième guitariste.
En 2002, le groupe sort son premier album, Nur für Euch. Il visite l'Allemagne, l'Autriche et la Suisse. Cette tournée est suivie par les albums Träum weiter (2004) et Land in Sicht (2006), ainsi que par des centaines de concerts et d'apparitions aux festivals. En décembre 2006, le batteur Utti quitte le groupe, et est remplacé, en juin 2007, par Alexander « Alex » Wolfart. À la fin de 2009, le chanteur Ole quitte également le groupe, qui décide de ne pas en recrute de nouveau. Seul le guitariste Sebi endosse le chant.
En 2011, Massendefekt et l'équipe de concert nrw fondent leur propre label, MD Records. En 2012, Tangodiesel, premier album avec Sebi au chant, y est publié. Des concerts et festivals suivent. En 2014, le groupe sort un autre album studio.
Après une autre tournée de club et de festivals en 2015, ils sortent l'album Echos le 26 février 2016. Il atteint la 23e des charts allemands. En mars et avril 2016, le groupe joue une tournée presque complète en Allemagne et en Autriche. À l'été 2016, de nombreuses apparitions ont lieu au festival Deichbrand, au festival Taubertal et au festival Highfield. Pour novembre et décembre 2016, le groupe annonce encore une autre tournée. Cette même année, ils jouent en ouverture pour AC/DC à Düsseldorf. 

## Discographie

### Albums studio
- 2002 : Nur für Euch (Day Glo Records)
- 2004 : Träum weiter (Goldene Zeiten)
- 2006 : Land in Sicht (Goldene Zeiten)
- 2012 : Tangodiesel (MD Records)
- 2014 : Zwischen gleich und anders (MD Records)
- 2016 : Echos (MD Records)
- 2018 : Pazifik (MD Records)

### EP
- 2009 : Kung Fu Charlie
- 2011 : Der Hoffnung entgegen (Download-EP)
- 2014 : Leichen aus Nachbarsgarten (Lim.Ed./Split-Single)